# Bahnwärterhaus Eggwald

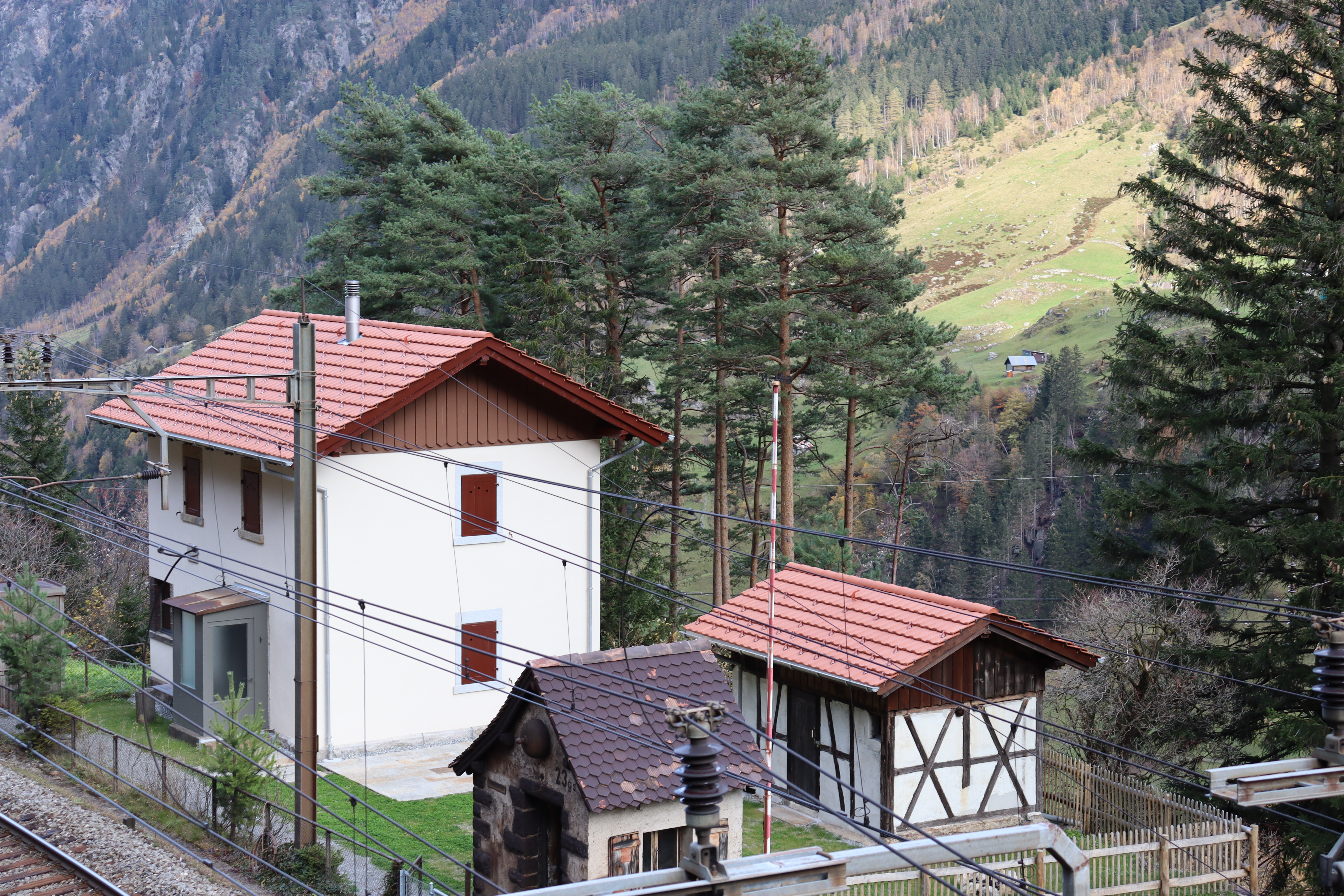
Bahnwärterhaus Eggwald an der Gotthardstrecke mit Kabelbude und Holzschopf

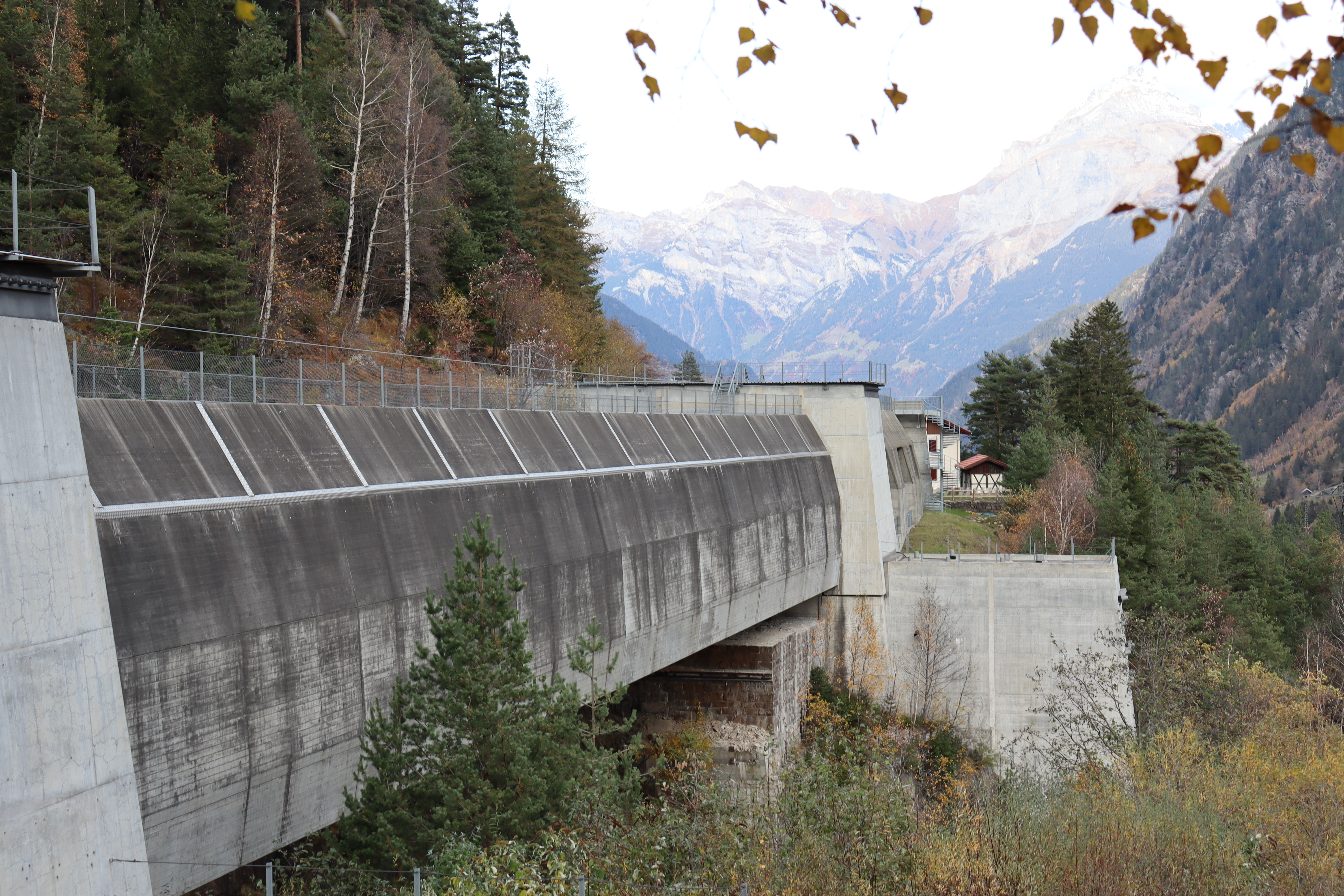
Rohrbachbrücke/Tunnel. Rechts im Bild das Bahnwärterhaus Eggwald

Das Bahnwärterhaus Eggwald ist ein ehemaliges Bahnwärterhaus an der Gotthardstrecke zwischen den Bahnhöfen Wassen und Göschenen. Das historische Gebäude, das von den Schweizerischen Bundesbahnen (SBB) als Zeuge der Geschichte der Gründungszeiten der Gotthardbahn im Jahr 2019 restauriert wurde, ist das letzte auf dieser Strecke noch in Besitz der SBB stehende Wärterhaus.
Das Bahnwärterhaus Eggwald liegt am Gotthard-Wanderweg. Eine Audio-Installation in der zum Bahnwärterhaus gehörenden Kabelbude mit Erzählungen von Zeitzeugen geben dem Passanten Einblick in das von der Bahn geprägte Leben der Wärterhausbewohner.
Entlang der Gotthardbahn wurden Bahnwärterhäuser im Abstand von ca. 1,2 km errichtet. Die Normpläne für die Gebäude zeichnete der Architekt Gustav Mossdorf. Er leitete von 1875 bis 1890 die Hochbauabteilung der Gotthardbahn. Die Bahnwärterhäuser auf der Nordrampe haben schlichte klassizistische Proportionen. Zu jedem Wärterhaus gehörte ein Holzschopf, bei einigen stand auch eine Kabelbude.
Die Gotthardbahn-Gesellschaft baute 1886, also vier Jahre nach der Inbetriebnahme der Bahn, ein erstes Eggwald-Wärterhaus südlich der Rohrbachbrücke direkt vor dem Portal des Naxbergtunnels. Weil der aus dem Tunnel strömende Rauch der Dampflokomotiven ins Haus eindrang, wurde das Haus 1897 abgebaut und auf der nördlichen Seite der Rohrbachbrücke wieder aufgebaut. Das Wärterhaus steht längs zu den Geleisen, weil das ebene Landstück schmal ist. Die SBB renovierten das Haus um 1960, 2019 liess die SBB-Fachstelle für Denkmalpflege das Haus als Zeitzeuge herrichten. Ein von 1909 stammender Anbau wurde abgerissen und dem Haus die Originalgrösse von 1897 zurückgegeben.

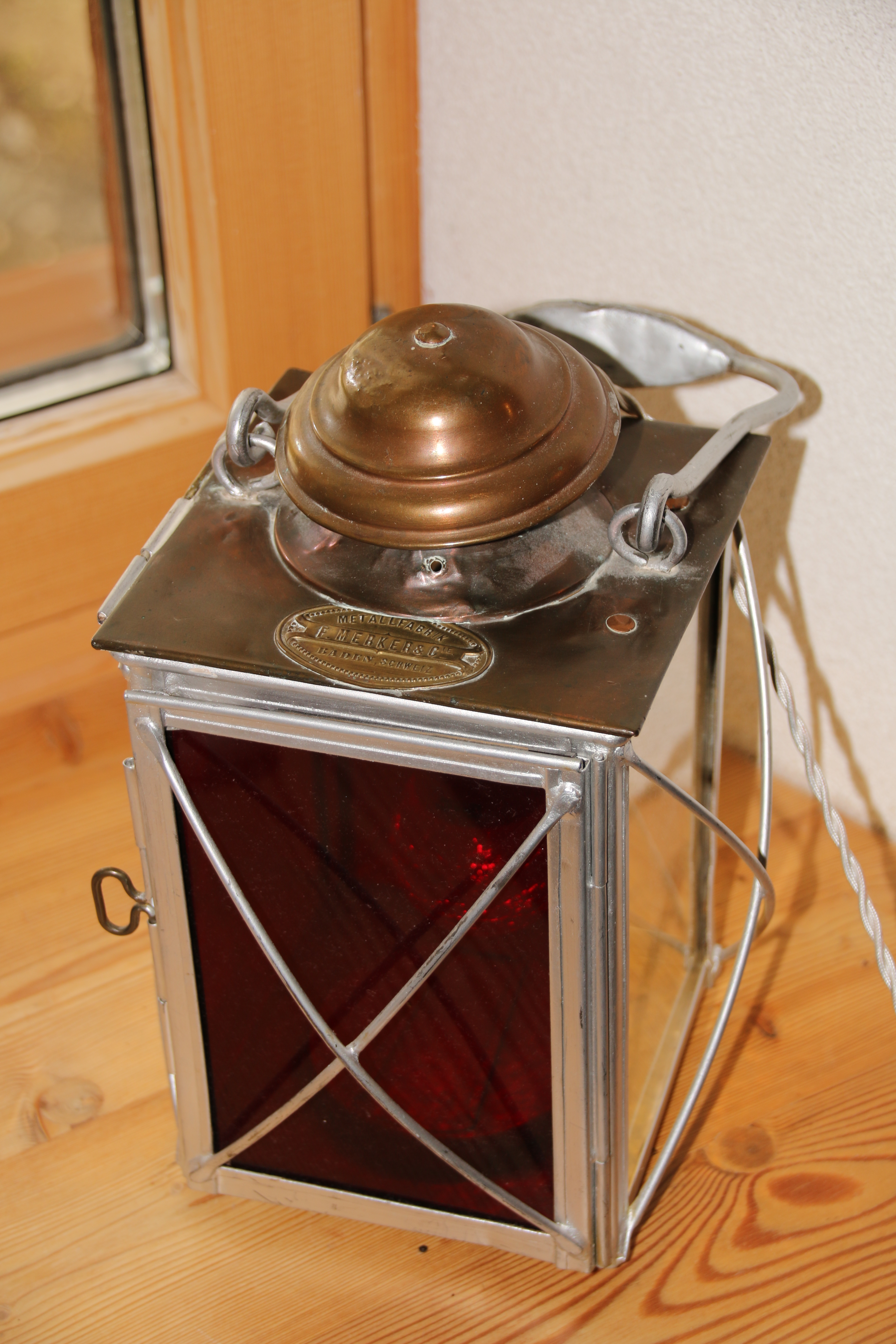
Petroleumlampe der Gotthardbahn von F. Merker & Cie (Foto) 1896. An der Lampe mit roter Scheibe ist auch ein Schild der Gotthardbahn (Foto) angebracht

Von 1919 bis 1922 wurden entlang der Gotthardbahn etwa 60 Kabelbuden mit einer Grundfläche von 2 × 3 Meter gebaut. Die Kabelbude Eggwald hat die Nummerierung 23gs. Architekt der Kabelbuden war Alfred Ramseyer, Chefarchitekt der Kreisdirektion. In den Kabelbuden wurde das Streckenkabel gespleisst. Das Streckenkabel enthielt die Leitungen für die Signale, die Läutwerke, die Uhren, die Telegrafen und später auch die Leitungen der Betriebstelefone. Jede Kabelbude war mit einem Streckentelefon und einer grossen Signalglocke über der Tür ausgerüstet (Foto). Die Glocken kündigten die von Norden nach Süden fahrenden Züge mit 3×3 Schlägen und die in der Gegenrichtung fahrenden Züge mit 2×2 Schlägen an. Die Streckentelefone zwischen zwei Stationen waren alle zusammengeschaltet und jeder Apparat hatte sein eigenes Klingelzeichen. Das Klingelzeichen für Eggwald war «lang-lang-kurz-kurz».
Mit der Kabelbude Eggwald war eine Spezialaufgabe verbunden: Die Lawinenwache an der Rohrbach- und Kellerbachbrücke. Die Wache konnte sich im Winter in der Kabelbude erwärmen und mit dem dort installierten Telefon die Stationsvorstände von Wassen und Göschenen über den Niedergang einer Lawine informieren. War bereits ein Zug unterwegs, musste der Lawinenwächter dem Zug entgegenlaufen und diesen mit einer roten Fahne oder der roten Laterne aufhalten. Die 1882 eingeweihte, einspurige Rohrbachbrücke war die einzige Bogenbrücke der Gotthardbahn. Man wollte der Rohrbachlawine unter der Brücke möglichst viel Raum geben. 1893 wurde die Strecke auf Doppelspur erweitert. Trotz der speziellen Konstruktion wurde die Rohrbachbrücke in verschiedenen Jahren von der Lawine erfasst und beschädigt. In den Jahren von 1982 bis 1984 bauten die SBB eine neue Brücke aus Beton, deren Konstruktion einerseits Brücke und gleichzeitig Lawinenschutztunnel ist.
Das Bahnwärterhaus Eggwald wurde ins Inventar der schützenswerten Bauten und Anlagen der SBB aufgenommen und es ist im Schutzinventar des Kantons Uri unter der Nummer KE.1220.43 verzeichnet.